# Mori Ōgai
Mori Ōgai  (森 鴎外?), pseudonimo di Mori Rintarō (森 林太郎?; Tsuwano, 17 febbraio 1862 – Tokyo, 9 luglio 1922), è stato uno scrittore giapponese.

## Biografia
Mori Ōgai nacque il 17 febbraio 1862 nel feudo di Tsuwano (attuale prefettura di Shimane) nella provincia di Iwami da una famiglia di samurai che serviva da generazioni come medici i Daimyō del feudo. 
Grazie al prestigio di cui i medici godevano a quel tempo, Mori ricevette un'istruzione elitaria studiando il Confucianesimo, le letterature classiche giapponese e cinese, e l'olandese. Su esortazione del daimyō del suo feudo, fu inviato a studiare medicina all'università imperiale di Tōkyō. Dopo essersi laureato a soli 20 anni, venne convinto dai familiari ad arruolarsi nell'esercito come medico. Ciò gli permise di recarsi in Germania (dal 1884 al 1888) per approfondire gli studi in medicina ai massimi livelli dell'epoca. Durante la sua permanenza in Germania frequentò le università di Lipsia, Monaco, Dresda e Berlino, e coltivò l'interesse per la letteratura occidentale, aiutato dalla conoscenza dell'olandese e del tedesco.
Ritornato a Tōkyō nel 1888, dovette riabituarsi a una società che, molto più di quella europea, era improntata sull'affermazione e il rispetto delle gerarchie. Nel 1889 fondò la "Società delle Nuove Voci" (S.S.S, acronimo di Shinseisha), il gruppo che rappresenterà le proposte più innovative del periodo e che darà vita nello stesso anno alla rivista di critica letteraria I quaderni della graticciata (柵草紙?, Shigaramisōshi).
Nel 1889 si cimentò in una delle prime traduzioni di opere occidentali destinate al pubblico giapponese redigendo l'antologia Vestige (於母影?, Omokage), una raccolta di 17 poemi di autori europei, fra cui Shakespeare, Goethe e Heine. Nello stesso anno Ōgai sposò la figlia di un generale della Marina, Akamatsu Toshiko, dalla quale ebbe il suo primogenito Oto. I due divorziarono subito dopo.
Nel 1890 uscirono L'amico del popolo (国民之友?, Kokumin no tomo) e La ballerina (舞姫?, maihime), il primo racconto della "Trilogia Tedesca", Doitsu no Sanbusaku. di cui faranno parte Ricordi di vite effimere (うたかたの記?, Utakata no ki), uscito nel 1890, e Il messaggero (文づかひ?, Fumizukai).
Nel 1894 con lo scoppio della prima guerra sino-giapponese (1894-1895) fu costretto a partire per la Corea e decise di chiudere la rivista Shigaramisōshi. Nel 1897 ritornò in Giappone e fondò un'altra rivista: L'erba del risveglio (めさまし草?, Mezamashigusa). Due anni dopo, a causa di pareri contrastanti con i suoi superiori, fu costretto a recarsi nel Kyūshū, in una sorta di esilio forzato fino al 1902.
Nel 1902 sposò Araki Shige dalla quale ebbe quattro figli (tra cui la scrittrice Mari Mori). Nel 1904 Ōgai partecipò alla guerra russo-giapponese (1904-1905), durante la quale scrisse diverse poesie che pubblicò nel volume Diario poetico (歌日記?, Uta nikki). Un anno e mezzo dopo la fine del conflitto con la Russia, con la vittoria del Giappone, fece ritorno a Tokyo molto provato, ma con l'interesse di immergersi in nuovi progetti letterari. Dopo un anno particolarmente negativo caratterizzato dalla morte del figlio Furitsu e del fratello Tokujirō, nel 1909 pubblicò una serie di lavori originali, primo tra i quali Mezza giornata (半日?, Han'nichi), uno spaccato familiare piuttosto realistico dell'autore. Dello stesso anno sono i romanzi Vita sexualis o L'iniziazione amorosa del professor Kanai Shizuka (ヰタ・セクスアリス?, Wita Sekusuarisu) e Giovinezza (青年?, Seinen).
Dal settembre 1911 al maggio 1913 pubblicò a puntate nella rivista Le Pleiadi (昴?, Subaru) il racconto breve L'oca selvatica (鴈?, Gan), opera importante per la sua modernità. Sempre in questo periodo pubblicò una serie di 24 Romanzi storici (歴史小説?, rekishi shōsetsu) e di Biografie storiche (史伝?, shiden). Nel 1916 consegnò le dimissioni dagli incarichi istituzionali e l'anno successivo venne nominato Direttore del Museo e della Biblioteca Imperiale e due anni dopo direttore dell'Accademia delle Belle Arti.
Il 9 luglio 1922 morì a Tokyo di tubercolosi, contratta probabilmente dalla prima moglie e sempre tenuta nascosta ai familiari. Come richiesto dal suo testamento, sulla sua lapide non venne incisa alcuna scritta riguardo alle cariche ricoperte in vita, ma semplicemente: Mori Rintarō.

## La trilogia tedesca (1890-1891)
La trilogia tedesca è il prodotto dell'ispirazione letteraria occidentale di cui Mori Ōgai subì il fascino durante il soggiorno in Germania. In essa l'autore ha raccolto in modo originale le esperienze vissute all'estero, la sua nuova e mutata visione dell'individuo, gli elementi del romanticismo, la conoscenza dei classici giapponesi e dei loro canoni estetici. Le tre opere che la compongono sono Maihime, Utakata no ki e Fumizukai.
I tre racconti sono stati interpretati in chiave autobiografica per via delle numerose analogie con il vissuto dell'autore (il suo rapporto con la famiglia, i colleghi e la relazione con Elise). Le opere fanno riferimento a tre diversi episodi vissuti dall'autore in tre diverse città: Berlino, Monaco e Dresda. La trilogia sembra seguire in modo pedissequo la struttura dei I racconti di Hoffmann, opera teatrale in voga in Germania al tempo in cui Ōgai vi soggiornò.
Maihime (舞姫?), ambientata a Berlino, dove l'autore aveva vissuto, racconta della vicenda di Ōta Toyotarō, un giovane intellettuale tormentato dal contrasto tra le aspirazioni personali e le costrizioni dell'ambiente sociale d'origine. Con la scoperta della cultura occidentale, Ōta scopre anche un nuovo modo di pensare, lontano da quello di una società chiusa come quella giapponese. Egli si innamora della ballerina Elise, ma la relazione fra i due deteriorerà progressivamente fino ad avere fine, con il ritorno del protagonista in Giappone, dove vivrà di rimorso per tutta la vita. Questo racconto ha diversi legami con la storia d'amore vissuta da Ōgai in Germania con una giovane donna tedesca, di nome Elise. Anche nella realtà la relazione amorosa dell'autore con la giovane, che lo aveva seguito al suo rientro in patria, dovette concludersi, in nome dei suoi doveri nei confronti della famiglia e del lavoro.
Utakata no ki (うたかたの記?) ambienta la narrazione a Monaco di Baviera, ed il protagonista è Kose, giovane artista con una forte sensibilità per l'arte, che vive una storia d'amore con una giovane, Marie, finita tragicamente. La morte prematura della ragazza lascia nel protagonista la sensazione dell'impermanenza e dell'effimero (utakata). 
Fumizukai (文づかい?) racconta di Ida, una nobile tedesca che lotta per la libertà dalle regole della classe sociale di appartenenza.
Ciascuno dei tre racconti sembra privilegiare uno degli aspetti fondamentali del romanticismo. Nel primo vi è la ricerca della libertà e dell'autonomia del singolo. Nel secondo la passionalità dell'arte e l'incontro con la storia, e nel terzo il rispetto dei sentimenti in relazione alla libertà individuale. In Maihime oltre al tema della scoperta di un altro se stesso vi è però anche quello della consapevolezza della propria infelicità.

## Opere

### Poesie
Mori Ōgai scrisse in totale 232 poesie sino-giapponesi (漢詩?, kanshi), raccolte nel 1907 in Uta Nikki (歌日記?). Ci sono diversi modi con cui possiamo interpretare le sue poesie: da un punto di vista biografico, per conoscere in maniera più dettagliata l'autore e la sua persona, da un punto di vista storico, analizzando i periodi precisi in cui egli scrisse e, infine, da un punto di vista letterario, per studiare il tipo di linguaggio adottato.

### Traduzioni
Fu proprio Ōgai che fece conoscere molti scrittori europei in Giappone: Goethe, Tolstoj, Ibsen, Shakespeare, Schnitzler, Hauptmann, Rilke, Poe, D’Annunzio. Queste traduzioni furono la principale ispirazione del romanshugi, il "romanticismo" giapponese. Centrale in questo fu Omokage (於母影?) del 1889, un'importante antologia di traduzioni di versi romantici scritti da Byron, Heine, e altri. 
A partire dal 1909 Ōgai tradusse anche opere teatrali che favorirono la nascita in Giappone di un teatro moderno di stampo occidentale. Queste traduzioni comprendono i quattro drammi di Ibsen: Brand (1866) nel 1903, John Gabriel Borkman (1896) nel 1909, Ghosts (1881) nel 1911 e A Doll’s House (1879) nel 1913.

### Romanzi e biografie storiche
Con la scioccante notizia del suicidio (seppuku) del generale Nogi Maresuke il 13 settembre 1912, giorno del funerale dell'imperatore Meiji, Ōgai spostò la sua produzione da una scenario contemporaneo ad uno più storico. Tra il 1912 e il 1916 Ōgai in tutto scrisse ventiquattro opere storiche, tra cui cinque novelle, undici racconti brevi e diverse biografie.

### Romanzi
- 1890, Maihime (舞姫?),

La ballerina, Go Book, 2007. ISBN 978-88-951130-0-5.
- 1890, Utakata no ki (うたかたの記?)

Ricordi di vite effimere, Go Book, 2007. ISBN 978-88-951130-0-5.
- 1891, Fumizukai (文づかい?)

Il messaggero, Go Book, 2007. ISBN 978-88-951130-0-5
- 1909, Han'nichi (半日?)
- 1909,Wita Sekusuarisu (ヰタ・セクスアリス?)

Vita sexualis o L'iniziazione amorosa del professor Kanai Shizuka, Milano, Feltrinelli, 1983. ISBN 88-07-05001-3.
- 1910, Seinen (青年?)
- 1910, Fushinchū (日本はまだ普請中だ),                 In ricostruzione
- 1911, Gan (雁?)

L'oca selvatica, Venezia, Marsilio, 1994. ISBN 88-317-5937-X.
- 1912, Okitsu Yagoemon No Isho (興津弥五右衛門の遺書?)
- 1915, Sanshō Dayū (山椒大夫?)
- 1916, Takase Bune (高瀬舟?)
- 1916, Shibue Chūsai (渋江抽斎?)[13]

## Film
- L'intendente Sansho Sanshō Dayū (山椒大夫?), regia di Kenji Mizoguchi (1954)